# 1156年
| 千纪： | 2千纪 |
| 世纪： | 11世纪 \| 12世纪 \| 13世纪 |
| 年代： | 1120年代 \| 1130年代 \| 1140年代 \| 1150年代 \| 1160年代 \| 1170年代 \| 1180年代                                                                       |
| 年份： | 1151年 \| 1152年 \| 1153年 \| 1154年 \| 1155年 \| 1156年 \| 1157年 \| 1158年 \| 1159年 \| 1160年 \| 1161年                                             |
| 纪年： | 丙子年（鼠年）；西夏天盛八年；金貞元四年，正隆元年；西辽绍兴六年；南宋紹興二十六年；大理大寶八年；越南大定十七年；日本久壽三年，保元元年；高丽正丰元年 |

## 大事记
- 西夏
  - 任太后之父任得敬擔任西夏國相，把持朝政。
- 日本
  - 保元之亂，後白河天皇和其支持者平清盛、源義朝等戰勝崇德上皇和其支持者平忠正、源為義等。
- 中亞
  - 西喀喇汗國大汗伊卜拉欣三世與葛邏祿軍隊作戰時被殺，其子阿里·本·哈桑繼任，稱恰格雷汗，隨後對葛邏祿人展開報復，殺死其首領比古汗。葛邏祿向花剌子模求助，而恰格雷汗則向西遼求援，經撒馬爾罕的宗教人士調節，雙方撤軍。
- 欧洲
  - 腓特烈一世將奧地利從巴伐利亞公國分出來，使之成為獨立公國。
  - 基輔大公尤里·弗拉基米羅維奇·多爾戈魯基大公加強莫斯科防禦措施，從此莫斯科變成鞏固的要塞。

## 逝世
- 宋欽宗，宋朝第九位皇帝，死訊於1161年傳到南宋
- 鳥羽天皇
- 伊卜拉欣三世，西喀喇汗国第14代汗，穆罕默德·本·蘇來曼的幼子。